# Desterro de Entre Rios
Desterro de Entre Rios is een gemeente in de Braziliaanse deelstaat Minas Gerais. De gemeente telt 7.173 inwoners (schatting 2009).